# Лью, Тайрон
Тайрон Джамар Лью (англ. Tyronn Jamar Lue; родился 3 мая 1977, Мексико, штат Миссури, США) — американский профессиональный баскетболист и главный тренер клуба Национальной баскетбольной ассоциации «Лос-Анджелес Клипперс». Выпускник Университета Небраски. Двукратный чемпион НБА в составе «Лос-Анджелес Лейкерс».

## Средняя школа и колледж
Лью учился в Старшей Средней школе Raytown в одноименном городе, в штате Миссури. Позже учился в университете Небраски, где выступал за университетскую команду и изучал социологию. За все время выступлений за Небраску, Лью сделал 432 передачи, забил 145 трехочковых бросков, совершил 154 перехвата и занял седьмое место по результативности, набрав в общем 1577 очков.

## Профессиональная карьера
Лью был выбран под номером 23 на драфте 1998 командой «Денвер Наггетс» и тут же, вместе с Тони Бэтти, обменян в «Лос-Анджелес Лейкерс» на Ника Ван Экселя. Его первые сезоны в составе «Озерников» были не очень успешны. Время игры Лью было ограничено и сезон 1999/00 он боролся с травмами. Лью выделялся в серии плей-офф 2001. Из за его быстроты, во многом, Фил Джексон использовал Тайрона Лью чтобы держать Аллена Айверсона в финале НБА 2001 года. Лью это удалось и «Лос-Анджелес Лейкерс» выиграли финальную серию со счетом 4-1.
Летом 2001 года Лью подписал контракт с «Вашингтон Уизардс», где получал значительно больше игрового времени.
В сезоне 2003/04 Лью начал в составе «Орландо Мэджик», где был основным разыгрывающим и играл вместе с Трэйси Макгрэди, что не помешало «Волшебникам» выдать один из худших сезонов в своей истории с разницей 21-61. В межсезонье Лью, Макгрейди и Джуван Ховард были обменяны в «Хьюстон Рокетс» на Стива Фрэнсиса, Каттино Мобли и Келвина Като. В Хьюстоне Лью почти не играл, и по ходу сезона был обменян в «Атланту Хокс» на Джона Бэрри. Там Лью играл одну из ведущих ролей, хотя и эта команда выдала худший сезон в своей истории 13-69.
16 февраля 2008 Лью отправился в «Сакраменто Кингз», как часть обмена, и был сразу же отчислен. 28 февраля 2008. Лью подписал контракт с «Даллас Маверикс».
17 июля 2008 года Лью подписал двухлетний контракт с «Милуоки Бакс».
5 февраля 2009 Лью был обменян в «Орландо Мэджик» на Кита Боганса и денежную компенсацию. Был почти сразу же отчислен и объявил о завершении спортивной карьеры.

## Тренерская карьера

### Бостон Селтикс (2009—2013)
23 октября 2009 был назначен директором баскетбольного развития клуба «Бостон Селтикс».

### Лос-Анджелес Клипперс (2013—2014)
В июле 2013 года Лью вошел в тренерский штаб «Лос-Анджелес Клипперс».

### Кливленд Кавальерс (2014—2018)
23 июня 2014 года Лью перешел в команду «Кливленд Кавальерс» в качестве помощника главного тренера, став самым высокооплачиваемым помощником тренера в НБА. Лью был одним из главных кандидатов на пост главного тренера «Кавальерс», который в итоге достался Дэвиду Блатту.
23 января 2016 был назначен главным тренером «Кливленд Кавальерс». В мае 2016 года «Кавальерс» победили «Торонто Рэпторс» во второй игре финала Восточной конференции, продолжив свою беспроигрышную серию в плей-офф 2016 года и сделав Лью первым тренером в истории НБА, выигравшим первые 10 игр подряд в плей-офф. Восемь дней спустя Лью вывел «Кавальерс» в финал НБА, став одним из немногих тренеров, дошедших до финала после того, как их назначили главным тренером в середине сезона. 19 июня 2016 года «Кавальерс» выиграли свой первый чемпионат НБА. Лью стал вторым главным тренером-новичком за два года, выигравшим этот титул, третьим главным тренером (наряду с Полом Уэстхедом в сезоне 1979/80 и Пэтом Райли в сезоне 1981/82), который выиграл чемпионат, став главным тренером в середине сезона, и 14-м человеком, выигравшим чемпионат НБА как главный тренер и как игрок
В сезоне НБА 2016/17 «Кавальерс» одержали 51 победу и 31 поражение в регулярном сезоне. В плей-офф «Кавс» показали результат в 12 побед и 1 поражение и вышли в финал НБА 2017 года, где уступили «Голден Стэйт Уорриорз» в пяти матчах.
19 марта 2018 года Лью объявил о том, что берет отпуск по причине периодических болей в груди. Лью вернулся к тренерской работе до окончания регулярного сезона и помог «Кавальерс» выйти в финал НБА 2018 года, где они уступили «Уорриорз» в четырех матчах.
Тренерский стиль Лью в «Кливленде» основывался на гибкости вокруг Леброна Джеймса; Лью тасовал игроков вокруг Джеймса, подстраиваясь под матчи. В 2016 году его команда в финале следовала такому же плану для победы над «Уорриорз». В регулярном сезоне стиль Лью был охарактеризован как «недисциплинированный» и «неподготовленный», но в плей-офф его хвалили за способность «думать на несколько ходов вперед и создавать преимущества при подборе игроков». На церемонии награждения ESPY Awards 2016 года Лью был назван лучшим тренером/менеджером, а «Кавальерс» - лучшей командой.
Лью был уволен 29 октября 2018 года после того, как «Кавальерс» начали сезон-2018/19 с шести поражений подряд.

### Лос-Анджелес Клипперс (2019—настоящее время)
После увольнения из «Кливленда» Лью перед сезоном 2019/20 стал ведущим помощником главного тренера в штабе Дока Риверса в «Лос-Анджелес Клипперс».
20 октября 2020 года Лью стал главным тренером «Клипперс» после ухода Риверса. В своем первом сезоне в качестве главного тренера Лью довел «Клипперс» до финала Западной конференции, что стало их первым выходом в финал конференции в истории франшизы, но проиграл «Финикс Санз» в шести матчах.
9 августа 2023 года «Клипперс» гарантировали последний год в контракте Лью.
29 мая 2024 года «Клипперс» объявили о подписании нового 5-летнего контракта с Лью.

## Статистика

### Статистика в НБА
| Сезон                                                                                    | Команда   | Регулярный сезон | Регулярный сезон | Регулярный сезон | Регулярный сезон | Регулярный сезон | Регулярный сезон | Регулярный сезон | Регулярный сезон | Регулярный сезон | Регулярный сезон | Регулярный сезон | Серия плей-офф | Серия плей-офф | Серия плей-офф | Серия плей-офф | Серия плей-офф | Серия плей-офф | Серия плей-офф | Серия плей-офф | Серия плей-офф | Серия плей-офф | Серия плей-офф |
| Сезон                                                                                    | Команда   | GP               | GS               | MPG              | FG%              | 3P%              | FT%              | RPG              | APG              | SPG              | BPG              | PPG              | GP             | GS             | MPG            | FG%            | 3P%            | FT%            | RPG            | APG            | SPG            | BPG            | PPG            |
| ---------------------------------------------------------------------------------------- | --------- | ---------------- | ---------------- | ---------------- | ---------------- | ---------------- | ---------------- | ---------------- | ---------------- | ---------------- | ---------------- | ---------------- | -------------- | -------------- | -------------- | -------------- | -------------- | -------------- | -------------- | -------------- | -------------- | -------------- | -------------- |
| 1998/99                                                                                  | Лейкерс   | 15               | 0                | 12,5             | 43,1             | 43,8             | 57,1             | 0,4              | 1,7              | 0,3              | 0,0              | 5,0              | 3              | 0              | 11,0           | 41,2           | 0,0            | -              | 0,7            | 2,0            | 0,7            | 0,0            | 4,7            |
| 1999/00                                                                                  | Лейкерс   | 8                | 0                | 18,3             | 48,7             | 50,0             | 75,0             | 1,5              | 2,1              | 0,4              | 0,0              | 6,0              | Не участвовал  | Не участвовал  | Не участвовал  | Не участвовал  | Не участвовал  | Не участвовал  | Не участвовал  | Не участвовал  | Не участвовал  | Не участвовал  | Не участвовал  |
| 2000/01                                                                                  | Лейкерс   | 38               | 1                | 12,3             | 42,7             | 32,4             | 79,2             | 0,8              | 1,2              | 0,5              | 0,0              | 3,4              | 15             | 0              | 8,7            | 34,5           | 38,5           | 80,0           | 0,7            | 0,7            | 0,8            | 0,1            | 1,9            |
| 2001/02                                                                                  | Вашингтон | 71               | 0                | 20,5             | 42,7             | 44,7             | 76,2             | 1,7              | 3,5              | 0,7              | 0,0              | 7,8              | Не участвовал  | Не участвовал  | Не участвовал  | Не участвовал  | Не участвовал  | Не участвовал  | Не участвовал  | Не участвовал  | Не участвовал  | Не участвовал  | Не участвовал  |
| 2002/03                                                                                  | Вашингтон | 75               | 24               | 26,5             | 43,3             | 34,1             | 87,5             | 2,0              | 3,5              | 0,6              | 0,0              | 8,6              | Не участвовал  | Не участвовал  | Не участвовал  | Не участвовал  | Не участвовал  | Не участвовал  | Не участвовал  | Не участвовал  | Не участвовал  | Не участвовал  | Не участвовал  |
| 2003/04                                                                                  | Орландо   | 76               | 69               | 30,7             | 43,3             | 38,3             | 77,1             | 2,5              | 4,2              | 0,8              | 0,1              | 10,5             | Не участвовал  | Не участвовал  | Не участвовал  | Не участвовал  | Не участвовал  | Не участвовал  | Не участвовал  | Не участвовал  | Не участвовал  | Не участвовал  | Не участвовал  |
| 2004/05                                                                                  | Хьюстон   | 21               | 3                | 22,8             | 39,3             | 33,3             | 77,8             | 1,9              | 2,8              | 0,4              | 0,0              | 6,0              | Не участвовал  | Не участвовал  | Не участвовал  | Не участвовал  | Не участвовал  | Не участвовал  | Не участвовал  | Не участвовал  | Не участвовал  | Не участвовал  | Не участвовал  |
| 2004/05                                                                                  | Атланта   | 49               | 46               | 31,2             | 46,4             | 36,4             | 87,1             | 2,2              | 5,4              | 0,5              | 0,0              | 13,5             | Не участвовал  | Не участвовал  | Не участвовал  | Не участвовал  | Не участвовал  | Не участвовал  | Не участвовал  | Не участвовал  | Не участвовал  | Не участвовал  | Не участвовал  |
| 2005/06                                                                                  | Атланта   | 51               | 10               | 24,2             | 45,9             | 45,7             | 85,5             | 1,6              | 3,1              | 0,5              | 0,1              | 11,0             | Не участвовал  | Не участвовал  | Не участвовал  | Не участвовал  | Не участвовал  | Не участвовал  | Не участвовал  | Не участвовал  | Не участвовал  | Не участвовал  | Не участвовал  |
| 2006/07                                                                                  | Атланта   | 56               | 17               | 26,6             | 41,6             | 34,8             | 88,3             | 1,9              | 3,6              | 0,4              | 0,0              | 11,4             | Не участвовал  | Не участвовал  | Не участвовал  | Не участвовал  | Не участвовал  | Не участвовал  | Не участвовал  | Не участвовал  | Не участвовал  | Не участвовал  | Не участвовал  |
| 2007/08                                                                                  | Атланта   | 33               | 3                | 17,1             | 43,9             | 43,5             | 85,7             | 1,2              | 1,8              | 0,3              | 0,0              | 6,8              | Не участвовал  | Не участвовал  | Не участвовал  | Не участвовал  | Не участвовал  | Не участвовал  | Не участвовал  | Не участвовал  | Не участвовал  | Не участвовал  | Не участвовал  |
| 2007/08                                                                                  | Даллас    | 17               | 0                | 10,1             | 47,4             | 52,9             | 25,0             | 0,8              | 0,9              | 0,0              | 0,1              | 3,8              | 2              | 0              | 1,2            | 0,0            | -              | -              | 0,5            | 0,5            | 0,0            | 0,0            | 0,0            |
| 2008/09                                                                                  | Милуоки   | 30               | 0                | 13,1             | 45,4             | 46,7             | 75,0             | 1,2              | 1,5              | 0,2              | 0,0              | 4,7              | Не участвовал  | Не участвовал  | Не участвовал  | Не участвовал  | Не участвовал  | Не участвовал  | Не участвовал  | Не участвовал  | Не участвовал  | Не участвовал  | Не участвовал  |
| 2008/09                                                                                  | Орландо   | 14               | 0                | 9,2              | 39,5             | 35,3             | 66,7             | 0,8              | 1,0              | 0,1              | 0,0              | 3,0              | 1              | 0              | 3,9            | 100,0          | 100,0          | -              | 0,0            | 0,0            | 0,0            | 0,0            | 5,0            |
|                                                                                          | Всего     | 554              | 173              | 22,7             | 43,7             | 39,1             | 82,9             | 1,7              | 3,1              | 0,5              | 0,0              | 8,5              | 21             | 0              | 8,1            | 38,8           | 37,5           | 80,0           | 0,6            | 0,8            | 0,7            | 0,0            | 2,3            |
| Наведите курсор мыши на аббревиатуры в заголовке таблицы, чтобы прочесть их расшифровку. |           |                  |                  |                  |                  |                  |                  |                  |                  |                  |                  |                  |                |                |                |                |                |                |                |                |                |                |                |

### Статистика в NCAA
| Сезон | Команда  | Conf   | Class | GP | GS | MPG  | FG%  | 3P%  | FT%  | RPG | APG | SPG | BPG | PPG  |
| --- | -------- | ------ | ----- | -- | -- | ---- | ---- | ---- | ---- | --- | --- | --- | --- | ---- |
| 1995/96 | Небраска | Big 8  | FR    | 35 | 34 | 29,5 | 45,3 | 32,8 | 68,8 | 3,0 | 4,1 | 1,4 | 0,1 | 8,5  |
| 1996/97 | Небраска | Big 12 | SO    | 32 | 30 | 35,9 | 45,2 | 34,3 | 81,3 | 2,9 | 4,3 | 1,3 | 0,0 | 18,8 |
| 1997/98 | Небраска | Big 12 | JR    | 32 | 32 | 35,9 | 43,9 | 37,3 | 82,8 | 4,3 | 4,8 | 2,0 | 0,1 | 21,2 |
| Всего | Всего    | Всего  | Всего | 99 | 96 | 33,7 | 44,6 | 35,6 | 78,8 | 3,4 | 4,4 | 1,6 | 0,1 | 15,9 |
| Наведите курсор мыши на аббревиатуры в заголовке таблицы, чтобы прочесть их расшифровку Статистика приведена с сайта sports-reference.com |          |        |       |    |    |      |      |      |      |     |     |     |     |      |